# 14664 Vandervelden
14664 Vandervelden (1999 BY25) là một tiểu hành tinh vành đai chính được phát hiện ngày 25 tháng 1 năm 1999 bởi T. Urata ở Oohira.